# إلفيس خوسيه دي ليما
إلفيس خوسيه دي ليما (5 نوفمبر 1985 في البرازيل - ) هو لاعب كرة قدم برازيلي في مركز الوسط. لعب مع نادي أيه بي سي ونادي سبورت ريسيفه وCampinense Clube ‏ ونادي بايساندو ‏ وجمعية أرابيراكا الرياضية وSalgueiro Atlético Clube ‏ ونادي سانتا كروز.

## وصلات خارجية
- إلفيس خوسيه دي ليما على موقع قاعدة بيانات كرة القدم.إي يو (الإنجليزية)
- إلفيس خوسيه دي ليما على موقع Soccerway.com (الإنجليزية)